# Kafr Sakr
Kafr Sakr (arab. كفر صقر) – miasto w Egipcie, w muhafazie Asz-Szarkijja. W 2006 roku liczyło 30 333 mieszkańców.